# Pharneuptychia
Pharneuptychia är ett släkte av fjärilar. Pharneuptychia ingår i familjen praktfjärilar.
Kladogram enligt Catalogue of Life:
| Pharneuptychia | \| \| Pharneuptychia boliviana \| \| \| \| \| \| Pharneuptychia coeca \| \| \| \| \| \| Pharneuptychia pharella \| \| \| \| \| \| Pharneuptychia phares \| \| \| \| \| \| Pharneuptychia pharnabazos \| \| \| \| \| \| Pharneuptychia pharnaces \| \| \| \| \| \| Pharneuptychia romanina \| \| \| \| \| \| Pharneuptychia spartaeus \| \| \| \| \| \| Pharneuptychia subclara \| \| \| \| |
|                | \| \| Pharneuptychia boliviana \| \| \| \| \| \| Pharneuptychia coeca \| \| \| \| \| \| Pharneuptychia pharella \| \| \| \| \| \| Pharneuptychia phares \| \| \| \| \| \| Pharneuptychia pharnabazos \| \| \| \| \| \| Pharneuptychia pharnaces \| \| \| \| \| \| Pharneuptychia romanina \| \| \| \| \| \| Pharneuptychia spartaeus \| \| \| \| \| \| Pharneuptychia subclara \| \| \| \| |
|                | Pharneuptychia boliviana |
|                | |
|                | Pharneuptychia coeca |
|                | |
|                | Pharneuptychia pharella |
|                | |
|                | Pharneuptychia phares |
|                | |
|                | Pharneuptychia pharnabazos |
|                | |
|                | Pharneuptychia pharnaces |
|                | |
|                | Pharneuptychia romanina |
|                | |
|                | Pharneuptychia spartaeus |
|                | |
|                | Pharneuptychia subclara |
|                | |